# The Beatles’ Hits
The Beatles' Hits («Хиты «Битлз») — мини-альбом (EP), выпущенный группой «Битлз» 6 сентября 1963 года (на лейбле Parlophone, номер по каталогам — GEP 8880). Данный альбом стал вторым мини-альбомом в официальной дискографии группы и был выпущен лишь в моно-версии. Кроме Великобритании, альбом был выпущен также в Австралии, Индии и Новой Зеландии. В альбом вошли песни с популярных в то время синглов группы.

## Список композиций
Все композиции написаны Ленноном и Маккартни.
Сторона «А»
1. «From Me to You» — 1:56
  - Впервые выпущена на одноимённом сингле (11 апреля 1963).
2. «Thank You Girl» — 2:01
  - Впервые выпущена на стороне «Б» сингла «From Me to You».

Сторона «Б»
1. «Please Please Me» — 2:03
  - Впервые выпущена на одноимённом сингле; вошла также в первый студийный альбом группы с таким же названием.
2. «Love Me Do» — 2:22
  - Впервые выпущена на стороне «Б» сингла «Please Please Me»; одноимённом сингле; вошла также в первый студийный альбом группы. В мини-альбом, так же, как и в студийный альбом Please Please Me, вошла версия песни, записанная при участии барабанщика Энди Уайта[3].

## Позиции в чартах
Участие в британском чарте мини-альбомов:
- Дата вхождения в чарт: 21 сентября 1963
- Высшая позиция: 1 (на протяжении трёх недель)
- Всего времени в чарте: 43 недель[1]

Кроме этого, мини-альбом также достиг 14 позиции в чарте синглов, где продержался в общей сложности 18 недель (в начале 1960-х этот чарт составлялся на основании данных о продаже дисков безотносительно от их размера).